# Гипердвигатель
Гипердви́гатель — в научной фантастике одно из названий двигателя, позволяющего космическому летательному аппарату двигаться со сверхсветовой скоростью. Зачастую концептуально соответствует прыжковому, варп-, или тоннельному двигателю. Также в теоретической физике гипердвигатель — термин, обозначающий двигатель, позволяющий кораблю летать в пространстве с более чем тремя измерениями, и за счёт этого совершать полеты на скоростях, превышающих скорость света (если, конечно, измерять скорость движения такого корабля относительно трёхмерного пространства).

## Характеристики
Идея гипердвигателя в большинстве произведений научной фантастики основывается на ожидаемом теоретической физикой существовании гиперпространства — пространства с более чем тремя измерениями. В каждом таком случае гипердвигатель позволит кораблю летать в пространстве с более чем тремя измерениями. В немалом количестве научно-фантастических произведений излагается идея подпространственного двигателя, часто также называемого гипердвигателем, и базируется на также ожидаемой теоретической физикой возможности существовании так называемых подпространств. Нередки в фантастике и иные названия, обозначающие гиперпространство или подпространство.
После запуска гипер- или подпространственного двигателя, корабль уходит в гиперпространство или, соответственно, в подпространство, в котором корабль может преодолевать бо́льшие расстояния за меньшее время по сравнению со временем преодоления кораблём этих же расстояний в обычном пространстве. Когда корабль достигает точки в гиперпространстве (подпространстве), соответствующей месту назначения в обычном пространстве, корабль выходит из гиперпространства (подпространства), возвращаясь в обычное. Как правило, гипердвигатель (подпространственный двигатель) относят к способам ускорения путешествий, которые в обычном пространстве занимают очень много времени. Мгновенное или сверхбыстрое преодоление расстояния через гиперпространство называют гиперпрыжком. (В фантастике, опирающейся на идею подпространства, такие прыжки как правило не фигурируют.)
Художественные описания способности кораблей перемещаться в космическом пространстве быстрее света часто сопровождают сюжетные линии романов, телевизионных передач и фильмов, в которых о них говорится. Расстояние в гиперпространстве может быть меньше настоящего или геометрически инверсивно к нему, что позволяет при движении корабля через гиперпространство увеличить скорость корабля путём уменьшения расстояния и времени, требуемого для перемещения. Также возможно, что скорость света в гиперпространстве не есть предел скорости тел, как в трёхмерном пространстве, поэтому корабли, летающие в гиперпространстве, вероятно превышают скорость света, появляясь в точке назначения намного быстрее и без релятивистского замедления времени, постулируемого специальной теорией относительности (СТО).
Обычно в гиперпространстве (но чаще в подпространстве) космические корабли изолированы от обычного пространства Вселенной. Они не могут связываться и взаимодействовать с обычным пространством до выхода в него. Часто если два корабля находятся в гиперпространстве (подпространстве), то они не могут взаимодействовать между собой. Для людей, путешествующих в гиперпространстве (подпространстве), время течёт как обычно — с небольшим замедлением времени или без такового. 24 часа в гиперпространстве (подпространстве) равняются 24-м часам в обычном пространстве. Это связано с тем, что типичное описание гипердвигателя включает в себя только смену средового положения космического корабля без изменения его скорости относительно пространства-среды, — то есть корабль появляется с тем же импульсом, кинетической энергией и направлением движения, что и при входе в гиперпространство, тем самым избегая релятивистских явлений. Исключением является «Сага о возвышении» американского писателя-фантаста Дэвида Брина, где гиперпространство разделено на «уровни», на которых время течёт с разной скоростью. Гиперпространство само по себе может быть визуально изображено как закручивающиеся цвета, быстро двигающиеся (нередко стежками) звезды, или как что-то, что может свести человека с ума, если он посмотрит на него невооружённым взглядом.
В большинстве произведений и вселенных научной фантастики гиперпрыжки требуют тщательного продумывания и расчёта, так как любая ошибка гиперпространственной навигации может привести к катастрофе. Таким образом, прыжки могут составлять намного более короткое расстояние, чем технически возможно для конкретного гипердвигателя, чтобы навигатор мог «осмотреться»: определить положение корабля и рассчитать следующий прыжок. Время, затрачиваемое для путешествия в гиперпространстве, также разнится. Время путешествия может занимать часы, дни, недели или более. Такие случаи могут послужить началом для истории, происходящей в течение очень длительного путешествия.

## Примеры
В «Звёздных войнах» путешествие в гиперпространстве показано возможно опасным из-за вероятности прохождения маршрута вблизи массивного космического тела с, как следствие, мощным гравитационным полем, таким как у звезды или чёрной дыры. В таких случаях, если космический корабль, находясь в гиперпространстве, пройдет слишком близко к такому объекту, то корабль просто вываливается из гиперпространства в обычное пространство, довольно часто получая повреждения или вообще разрушается. Следовательно, некоторые маршруты в гиперпространстве могут быть обозначены как безопасные — не проходящие вблизи звёзд и других опасных своими гравитационным полями объектов. На подобном же эффекте основано действии фигурирующих в «Звездных войнах» генератором так называемых гравитационных колодцев. Также если у летящего в гиперпространстве корабля гипердвигатель вдруг отключится (например сломается), то корабль тут же вылетает в обычное пространство.
В других научно-фантастических произведениях гиперпространственное путешествие может происходить вне обычного пространства, например, как уже было заявлено выше в подпространстве, как во вселенной «Вавилона-5».
В Звёздных вратах: SG-1 гиперпространство может на первый взгляд показаться также несвязанным с обычным пространством — вводят в заблуждение так называемые гиперпространственные окна, через которые корабли в «Звездных Вратах» уходят в гиперпространство и выходят из него. Но все же оно там связано с обычным пространством, — если корабельный гипердвигатель вдруг выключится, то корабль тут же вылетает в обычное пространство. Именно это случилось с «Атлантидой» в последней серии 3 сезона «Звездных врат: Атлантида».